# Massachusetts Institute of Technology
El Massachusetts Institute of Technology (MIT) és una institució i universitat estatunidenca dedicada a la recerca i la investigació, situada a la ciutat de Cambridge, Massachusetts. Es dedica sobretot a la tecnologia, ciència i enginyeria, però també a altres temes. Va ser creada el 1861 pel científic William Barton Rogers (1804-1882) però no va començar a funcionar fins quatre anys més tard a causa de l'esclat de la Guerra civil americana. La feina del MIT s'ha premiat amb força premis Nobel i és considerada una de les millors del món, en el Rànquing de Xangai de 2021 estava classificada la quarta del món i tercera dels Estats Units.

## Història
William Barton Rogers, fundador i primer president de la MIT, va estar treballant durant anys per a organitzar una institució d'aprenentatge avançat enfocada únicament a ensenyament científics i tècnics, però l'esclat de la Guerra Civil Americana va retardar l'obertura de l'escola fins al 1865, quan 15 estudiants van començar les primeres classes, a Boston. L'escola es va moure a Cambridge (Massachusetts) al 1916, en un campus al costat del Riu Charles.
Sota l'administració del president Karl T. Compton (1930-48), l'institut va evolucionar d'escola tècnica ben considerada a centre reconegut internacionalment per la recerca científica i tecnològica. Durant la Gran Depressió, la facultat va establir nombrosos centres d'uns quants camps, dels que cal destacar el de computació analògica (dirigit per Vannevar Bush) i el d'aeronàutica (dirigit per Charles Stark Draper). Durant la Segona Guerra Mundial, el MIT va administrar el Laboratori de Radiació, que va tornar-se el centre capdavanter de la nació en recerca i desenvolupament radar, i també en altres laboratoris militars. Després de la guerra, el MIT va continuar mantenint forts llaços amb les corporacions militars, que donaven suport a la recerca de ciències de física, de computació, aeroespacials i d'enginyeria.

### Fonament i visió
...un tipus especial d'institució educativa que es pot definir com una universitat polaritzada al voltant de la ciència, l'enginyeria i les arts. Podríem anomenar-la una universitat limitada en els seus objectius però il·limitada en l'amplitud i la minuciositat amb què persegueix aquests objectius.  

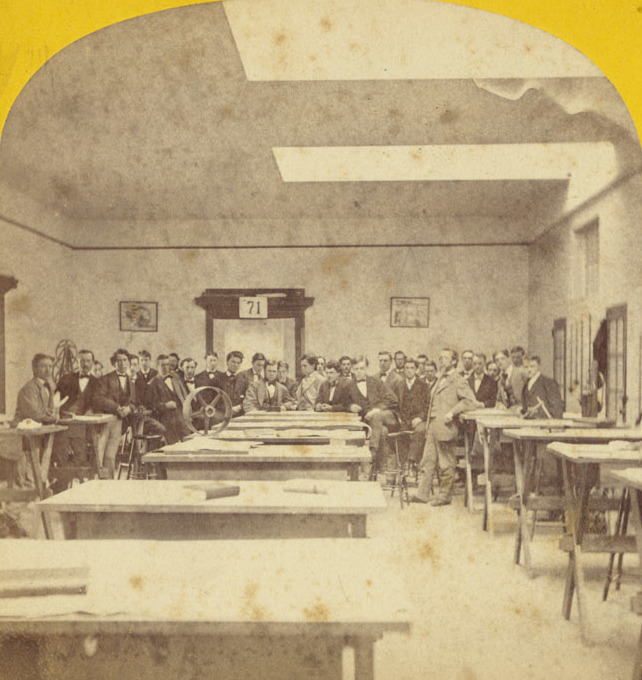
Targeta estereogràfica que mostra un estudi de dibuix mecànic del MIT, (foto d’EL Allen, esquerra/dreta invertida)

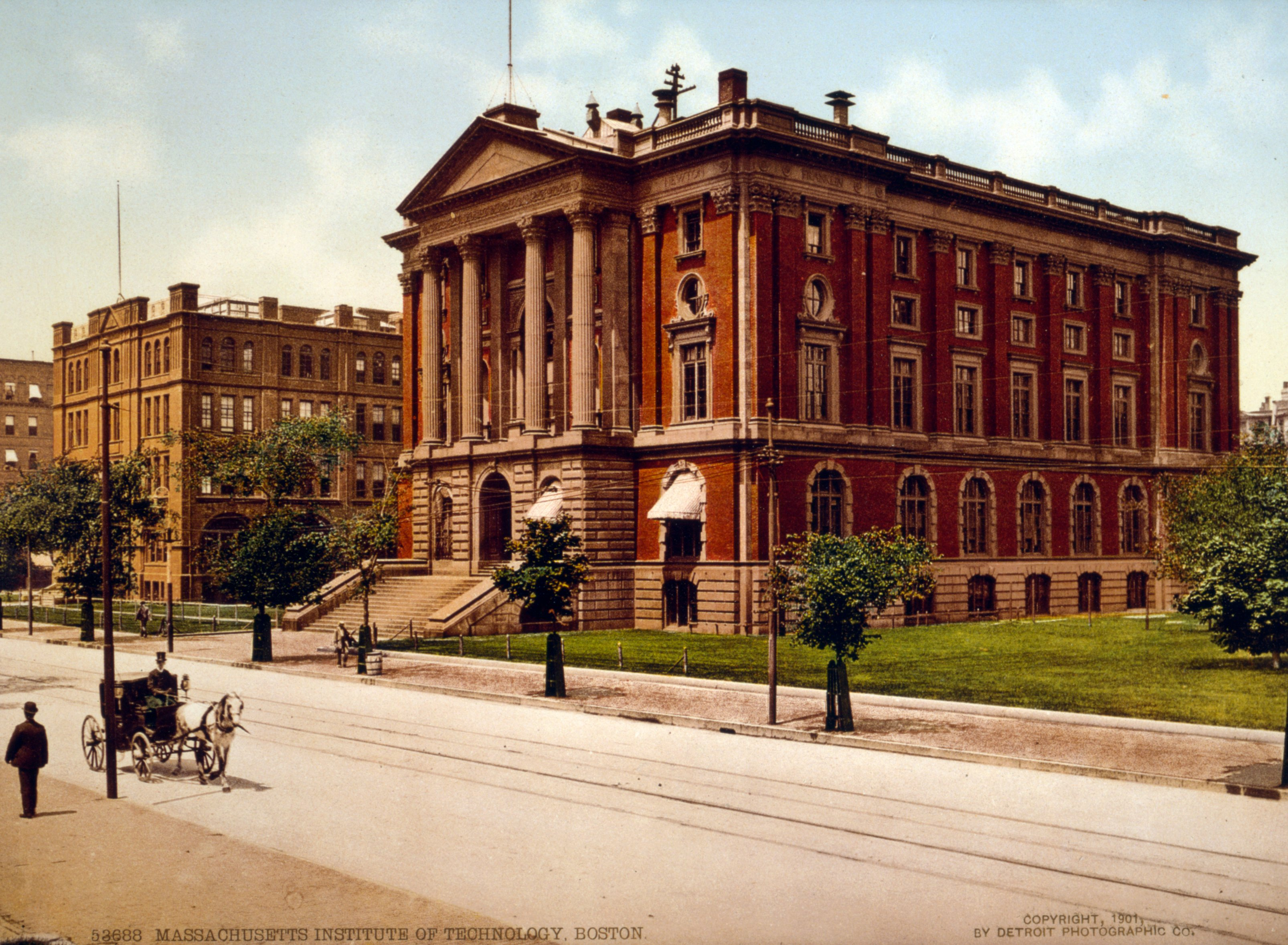
Edifici Rogers original, Back Bay, Boston, c. 1901

El 1859, es va presentar una proposta a la Cort General de Massachusetts per utilitzar les terres acabades d'omplir a Back Bay, Boston per a un Conservatori d'Art i Ciència, però la proposta va fracassar. Una carta per a la incorporació de l'Institut Tecnològic de Massachusetts, proposada per William Barton Rogers, va ser signada per John Albion Andrew, el governador de Massachusetts, el 10 d'abril de 1861.

Rogers, un graduat de William and Mary i professor a la UVA, volia establir una institució per abordar els ràpids avenços científics i tecnològics. No volia fundar una escola professional, sinó una combinació amb elements tant d’educació professional com liberal, proposant que:
| « | El veritable i únic objecte practicable d'una escola politècnica és, tal com penso, l'ensenyament, no dels detalls minuciosos i manipulacions de les arts, que només es poden fer al taller, sinó la inculcació d'aquells principis científics que en formen la base i explicació, i juntament amb això, una revisió completa i metòdica de tots els seus processos i operacions principals en relació amb les lleis físiques. | » |

El Pla Rogers reflectia el model d'universitat de recerca alemanya, posant èmfasi en una facultat independent dedicada a la recerca, així com en una instrucció orientada al voltant de seminaris i laboratoris.

### Primeres evolucions

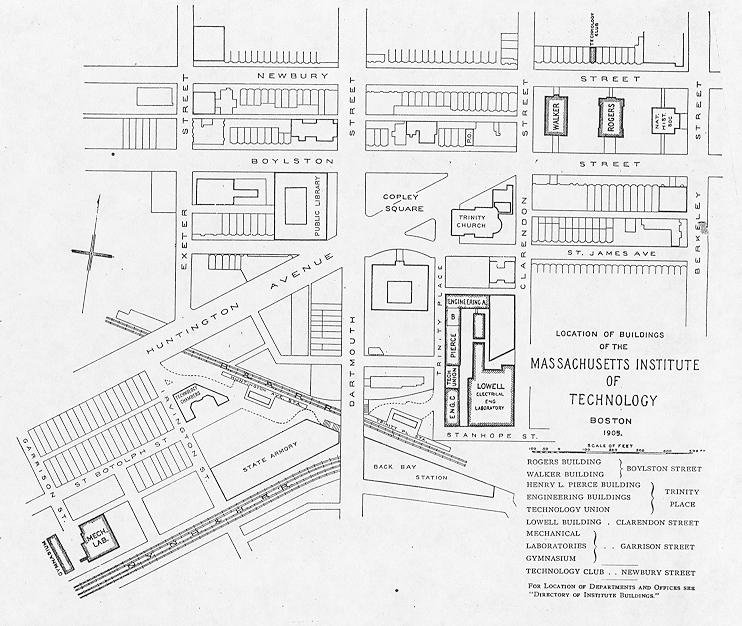
Un mapa de 1905 del campus de Boston del MIT

El llavors nou campus de Cambridge, acabat el 1916. El pont de Harvard, que porta el nom de John Harvard, el fundador de la Universitat Harvard, es troba en primer pla, connectant Boston amb Cambridge.

Dos dies després de la constitució del MIT, va esclatar la primera batalla de la Guerra Civil. Després d'un llarg retard durant els anys de la guerra, les primeres classes del MIT es van celebrar a l'Edifici Mercantil de Boston el 1865. El nou institut es va fundar com a part de la Morrill Land-Grant Colleges Act per finançar institucions «per promoure l'educació liberal i pràctica de les classes industrials» i va ser una escola de concessió de terres. El 1863 sota la mateixa llei, la Commonwealth de Massachusetts va fundar el Massachusetts Agricultural College, que es va desenvolupar com la Universitat de Massachusetts Amherst. El 1866, els ingressos de la venda de terres es van destinar a nous edificis a Back Bay.
El MIT es va anomenar informalment Boston Tech. L'institut va adoptar el model d'universitat politècnica europea i va posar èmfasi en la instrucció de laboratori des d'un principi. Malgrat els problemes financers crònics, l'institut va veure un creixement en les dues últimes dècades del segle xix sota el president Francis Amasa Walker. Es van introduir programes d'enginyeria elèctrica, química, marina i sanitària, es van construir nous edificis i la mida del cos d'estudiants va augmentar a més de mil.
El currículum va derivar cap a un èmfasi vocacional, amb menys enfocament en la ciència teòrica. La nova escola encara patia una escassetat financera crònica que va desviar l'atenció de la direcció del MIT. Durant aquests anys de Boston Tech, el professorat i els antics alumnes del MIT van rebutjar els repetits intents del president de la Universitat Harvard (i antic professor del MIT) Charles W. Eliot de fusionar el MIT amb la Lawrence Scientific School del Harvard College. Hi hauria almenys sis intents d'absorbir el MIT a Harvard. A la seva estreta ubicació de Back Bay, el MIT no es podia permetre el luxe d'ampliar les seves instal·lacions superpoblades, impulsant una recerca desesperada d'un nou campus i finançament. Finalment, la Corporació del MIT va aprovar un acord formal per fusionar-se amb Harvard, davant les objeccions vehements dels professors, estudiants i antics alumnes del MIT. No obstant això, una decisió de 1917 del Tribunal Judicial Suprem de Massachusetts va posar fi efectivament a l'esquema de fusió.

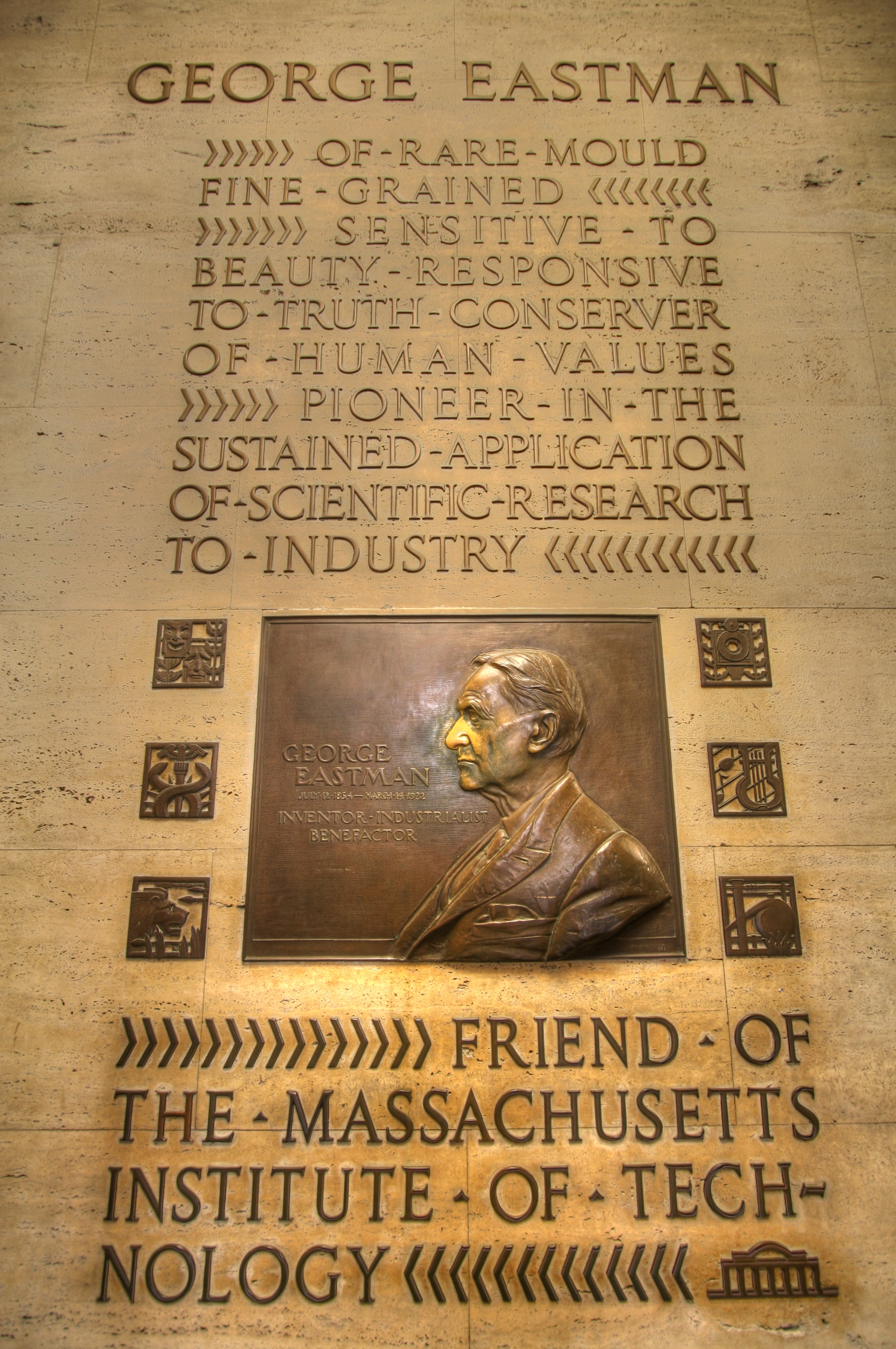
Placa a l'edifici 6 en honor a George Eastman, fundador d’Eastman Kodak, que es va revelar com l'anònim "Mr. Smith" que va ajudar a mantenir la independència del MIT

L'any 1916, l'administració del MIT i la carta del MIT van travessar el riu Charles a la barcassa cerimonial que Bucentaur va construir per a l'ocasió, per significar el trasllat del MIT a un nou campus ampli que consistia en gran part en terres guanyades al mar al llarg del costat de Cambridge del riu Charles. El campus neoclàssic de la Nova Tecnologia va ser dissenyat per William W. Bosworth i havia estat finançat en gran part per donacions anònimes d'un misteriós Mr. Smith, a partir de 1912. El gener de 1920, es va revelar que el donant era l'industrial George Eastman de Rochester, Nova York, que havia inventat mètodes de producció i processament de pel·lícules i va fundar Eastman Kodak. Entre 1912 i 1920, Eastman va donar 20 milions de dòlars (236,6 milions de dòlars en dòlars del 2015) en efectiu i accions de Kodak al MIT.

### Reformes curriculars
A la Dècada del 1930, el president Karl Taylor Compton i el vicepresident (efectivament rector) Vannevar Bush van emfatitzar la importància de les ciències pures com la física i la química i van reduir la pràctica vocacional requerida a les botigues i els estudis de dibuix. Les reformes de Compton «van renovar la confiança en la capacitat de l'Institut per desenvolupar el lideratge tant en ciència com en enginyeria». A diferència de les escoles de la Ivy League, el MIT atenia més les famílies de classe mitjana i depenia més de la matrícula que de les dotacions o subvencions per al seu finançament. L'escola va ser escollida a l’Associació d'Universitats Americanes el 1934.
Així i tot, fins al 1949, el Comitè Lewis va lamentar en el seu informe sobre l'estat de l'educació al MIT que «l'Institut està àmpliament concebut bàsicament com una escola professional», una percepció «en part injustificada» que el comitè pretenia canviar. L'informe va revisar de manera exhaustiva el pla d'estudis de pregrau, va recomanar oferir una educació més àmplia i va advertir que l'enginyeria i la investigació patrocinada pel govern restaurarien les ciències i les humanitats. L’Escola d'Humanitats, Arts i Ciències Socials i la MIT Sloan School of Management es van formar el 1950 per competir amb les poderoses escoles de ciència i enginyeria. Les facultats anteriorment marginades de les àrees d'economia, gestió, ciències polítiques i lingüística van sorgir en departaments cohesionats i assertius atraient professors respectats i llançant programes de postgrau competitius. L'Escola d'Humanitats, Arts i Ciències Socials va continuar desenvolupant-se sota els successius termes dels presidents d'orientació més humanística Howard W. Johnson i Jerome Wiesner entre 1966 i 1980.

### Investigació de defensa
La participació del MIT en la ciència militar va augmentar durant la Segona Guerra Mundial. El 1941, Vannevar Bush va ser nomenat cap de l’Oficina federal d'Investigació i Desenvolupament Científic i va dirigir el finançament només a un grup selecte d'universitats, inclòs el MIT. Enginyers i científics de tot el país es van reunir al Laboratori de Radiació del MIT, establert el 1940 per ajudar l’exèrcit britànic a desenvolupar un radar de microones. La feina feta allà va afectar de manera important tant la guerra com les investigacions posteriors a la zona. Altres projectes de defensa incloïen sistemes de control basats en giroscopis i altres sistemes complexos per a la mira d'armes, la mira de bombes i la navegació inercial sota el laboratori d'instrumentació de Charles Stark Draper; el desenvolupament d'un ordinador digital per a simulacions de vol sota el Projecte Whirlwind; i fotografia d'alta velocitat i altitud sota Harold Edgerton. Al final de la guerra, el MIT es va convertir en el contractista d'R+D més gran del país en temps de guerra (atreure algunes crítiques de Bush), emprant gairebé 4000 només al Laboratori de Radiació i rebent més de 100 milions de dòlars (1.2 milions de dòlars el 2015). dòlars) abans de 1946. El treball en projectes de defensa va continuar fins i tot després. La investigació patrocinada pel govern de la postguerra al MIT incloïa SAGE i sistemes d'orientació per a míssils balístics i el Projecte Apol·lo.
... una escola de ciències industrials que ajuda a l'avenç, desenvolupament i aplicació pràctica de la ciència en relació amb les arts, l'agricultura, les manufactures i el comerç.(Charter,1861)  
Aquestes activitats van afectar profundament el MIT. Un informe de 1949 va assenyalar la manca de «cap gran afluència en el ritme de vida a l'Institut» per igualar el retorn a temps de pau, recordant la «tranquil·litat acadèmica dels anys d'abans de la guerra», tot i que reconeixia les importants contribucions de la investigació militar a l'augment de l'èmfasi. sobre la formació de postgrau i el ràpid creixement del personal i les instal·lacions. El professorat es va duplicar i el cos d'estudiants graduats es va quintuplicar durant els mandats de Karl Taylor Compton, president del MIT entre 1930 i 1948; James Rhyne Killian, president de 1948 a 1957; i Julius Adams Stratton, canceller de 1952 a 1957, les estratègies de construcció institucional del qual van donar forma a la universitat en expansió. A la Dècada del 1950, el MIT ja no només beneficiava les indústries amb les quals havia treballat durant tres dècades, i havia desenvolupat relacions de treball més estretes amb nous patrons, fundacions filantròpiques i el govern federal.
A finals de la Dècada del 1960 i principis de la Dècada del 1970, estudiants i activistes del professorat van protestar contra la Guerra del Vietnam i la investigació de defensa del MIT. En aquest període, els diferents departaments del MIT estaven investigant helicòpters, bombes intel·ligents i tècniques de contrainsurgència per a la Guerra del Vietnam, així com sistemes d'orientació per a míssils nuclears. La Unió de Científics Preocupats es va fundar el 4 de març de 1969 durant una reunió de professors i estudiants que buscaven canviar l'èmfasi en la investigació militar cap als problemes ambientals i socials. Finalment, el MIT es va desvincular del laboratori d'instrumentació i va traslladar tota la investigació classificada fora del campus a les instal·lacions del MIT Lincoln Laboratory el 1973 en resposta a les protestes. El cos estudiantil, el professorat i l'administració es van mantenir comparativament no polaritzats durant el que va ser un moment tumultuós per a moltes altres universitats. Es va veure que Johnson tenia un gran èxit a l'hora de conduir la seva institució a «una major força i unitat» després d'aquests temps de convulsions. No obstant això, sis estudiants del MIT van ser condemnats a presó en aquest moment i uns quants antics líders estudiantils, com Michael Albert i George Katsiaficas, encara estan indignats pel paper del MIT en la investigació militar i la seva supressió d'aquestes protestes. (La pel·lícula de Richard Leacock, November Actions, registra uns quants d'aquests esdeveniments tumultuosos.)
A la Dècada del 1980, hi va haver més controvèrsia al MIT sobre la seva participació en la investigació SDI (armament espacial) i CBW (guerra química i biològica). Més recentment, la investigació del MIT per a l'exèrcit ha inclòs treballs sobre robots, drons i vestits de batalla.

### Història recent

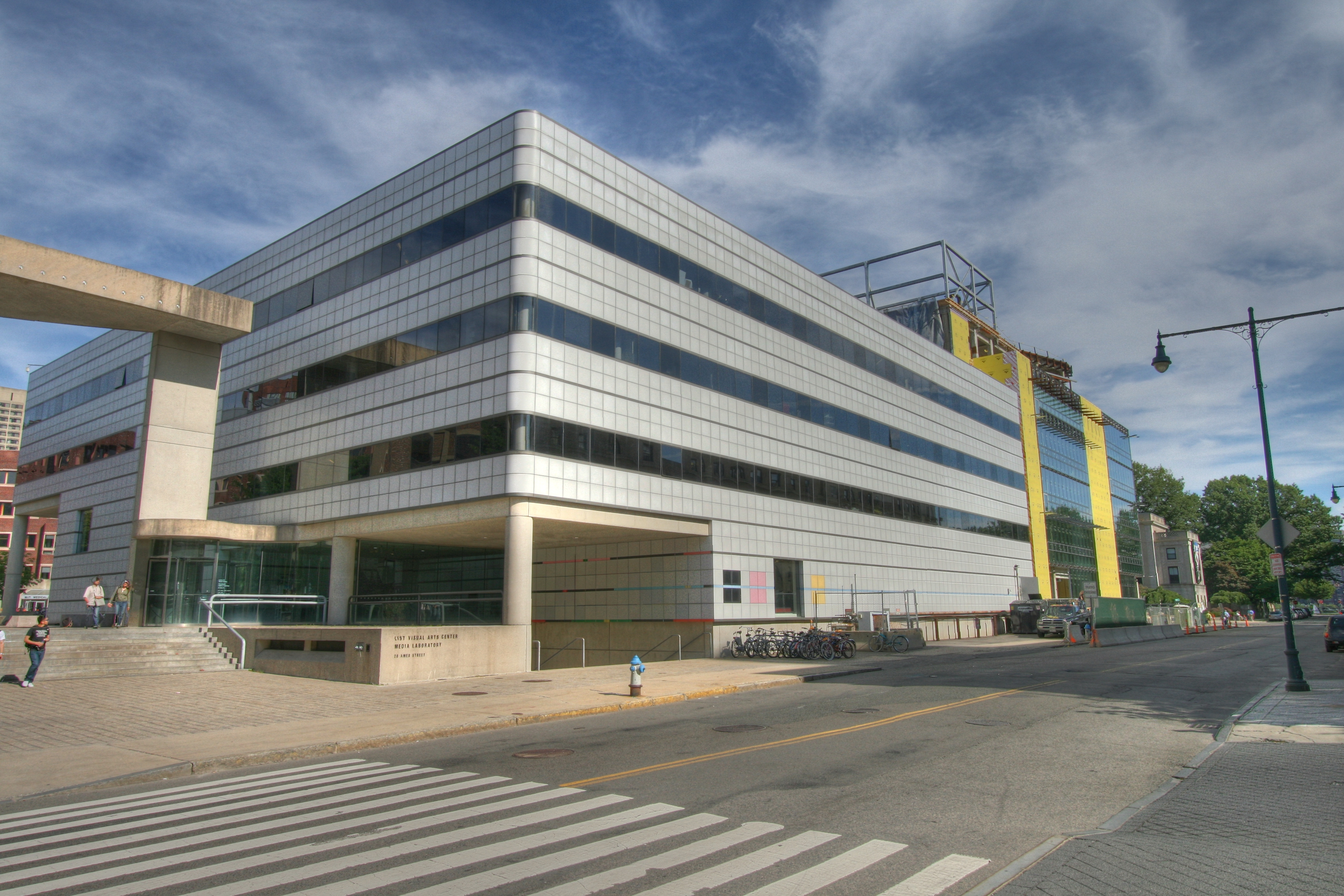
El MIT Media Lab allotja investigadors que desenvolupen nous usos de la tecnologia informàtica i aquí es mostra l'edifici de 1985, dissenyat per IM Pei, amb una extensió (dreta de la foto) dissenyada per Fumihiko Maki inaugurada el març de 2010.

El MIT ha mantingut el ritme i ha ajudat a avançar en l'era digital. A més de desenvolupar els predecessors de les tecnologies d'informàtica i xarxes modernes, estudiants, personal i professors del Projecte MAC, el Laboratori d'Intel·ligència Artificial i el Tech Model Railroad Club van escriure uns quants dels primers videojocs interactius d'ordinador com Spacewar! i va crear gran part de l'argot i la cultura dels pirates informàtics moderns. Diverses organitzacions importants relacionades amb l'ordinador s'han originat al MIT des dels anys vuitanta: el projecte GNU de Richard Stallman i la posterior Free Software Foundation es van fundar a mitjans dels anys vuitanta al Laboratori d'IA; el MIT Media Lab va ser fundat el 1985 per Nicholas Negroponte i Jerome Wiesner per promoure la investigació sobre nous usos de la tecnologia informàtica; l'organització d'estàndards del World Wide Web Consortium va ser fundada al Laboratory for Computer Science el 1994 per Tim Berners-Lee; el projecte OpenCourseWare ha fet que els materials del curs per a més de 2.000 classes del MIT estiguin disponibles en línia de manera gratuïta des del 2002; i la iniciativa One Laptop per Child per ampliar l'educació informàtica i la connectivitat als nens de tot el món es va llançar el 2005.
El MIT va ser nomenat col·legi de subvencions marítimes el 1976 per donar suport als seus programes d'oceanografia i ciències marines i el 1989 va ser nomenat col·legi de subvencions espacials per donar suport als seus programes d'aeronàutica i astronàutica. Malgrat la disminució del suport financer del govern durant l'últim quart de segle, el MIT va llançar diverses campanyes de desenvolupament reeixides per ampliar significativament el campus: nous dormitoris i edificis d'atletisme al campus oest; el Tang Center for Management Education; uns quants edificis a la cantonada nord-est del campus que donen suport a la investigació en biologia, ciències cerebrals i cognitives, genòmica, biotecnologia i investigació del càncer; i una sèrie de nous edificis backlot al carrer Vassar, inclòs el Stata Center. La construcció del campus a la dècada de 2000 va incloure l'ampliació del Media Lab, el campus oriental de la Sloan School i residències de postgrau al nord-oest. El 2006, el president Hockfield va posar en marxa el Consell d'Investigació d'Energia del MIT per investigar els reptes interdisciplinaris que planteja l'augment del consum d'energia global.
L'any 2001, inspirat en els moviments de codi obert i accés obert, el MIT va llançar OpenCourseWare per fer que les notes de la conferència, els conjunts de problemes, els plans d'estudis, els exàmens i les conferències de la gran majoria dels seus cursos estiguin disponibles en línia de forma gratuïta, encara que sense cap cost. acreditació formal dels treballs cursats. Tot i que el cost de suport i allotjament del projecte és elevat, OCW es va expandir el 2005 per incloure altres universitats com a part del Consorci OpenCourseWare, que actualment inclou més de 250 institucions acadèmiques amb contingut disponible en almenys sis idiomes. El 2011, el MIT va anunciar que oferiria una certificació formal (però no crèdits ni títols) als participants en línia que completessin els cursos del seu programa "MITx", per una tarifa modesta. La plataforma en línia " edX " que dona suport a MITx es va desenvolupar inicialment en col·laboració amb Harvard i la seva iniciativa anàloga "Harvardx". La plataforma de programari és de codi obert i altres universitats ja s'han unit i han afegit el seu propi contingut del curs. El març de 2009, el professorat del MIT va adoptar una política d'accés obert per fer que la seva beca fos accessible públicament en línia.
El MIT té el seu propi cos de policia. Tres dies després de l'atemptat de la Marató de Boston d'abril de 2013, l'oficial de patrulla de la policia del MIT Sean Collier va ser abatut a trets pels sospitosos Dzhokhar i Tamerlan Tsarnaev, provocant una violenta cacera que va tancar el campus i bona part de l'àrea metropolitana de Boston durant un dia. Una setmana després, el servei commemoratiu de Collier va comptar amb la presència de més de 10.000 persones, en una cerimònia organitzada per la comunitat del MIT amb milers d'agents de policia de la regió de Nova Anglaterra i Canadà. El 25 de novembre de 2013, el MIT va anunciar la creació de la medalla Collier, que s'atorgaria anualment a «una persona o grup que encarna el caràcter i les qualitats que l'oficial Collier va mostrar com a membre de la comunitat del MIT i en tots els aspectes de la seva vida».. L'anunci afirmava, a més, que «els futurs destinataris del premi inclouran aquells les contribucions dels quals superin els límits de la seva professió, aquells que hagin contribuït a construir ponts entre la comunitat i aquells que realitzin actes de bondat de manera coherent i desinteressada».
El setembre de 2017, l'escola va anunciar la creació d'un laboratori d'investigació en intel·ligència artificial anomenat MIT-IBM Watson AI Lab. IBM gastarà 240 milions de dòlars durant la propera dècada, i el laboratori comptarà amb científics del MIT i d'IBM. L'octubre de 2018, el MIT va anunciar que obriria un nou Schwarzman College of Computing dedicat a l'estudi de la intel·ligència artificial, el nom del principal donant i CEO de The Blackstone Group, Stephen Schwarzman. L'objectiu de la nova universitat és estudiar no només la IA, sinó l'educació interdisciplinària d'IA i com es pot utilitzar la IA en camps tan diversos com la història i la biologia. S'espera que el cost dels edificis i del nou professorat per a la nova universitat sigui de 1.000 milions de dòlars un cop finalitzada.
El Laser Interferometer Gravitational-Wave Observatory (LIGO) va ser dissenyat i construït per un equip de científics de l'Institut Tecnològic de Califòrnia, MIT i contractistes industrials, i finançat per la National Science Foundation. Va ser dissenyat per obrir el camp de l'astronomia d'ones gravitatòries mitjançant la detecció d’ones gravitatòries predites per la relativitat general. Les ones gravitatòries van ser detectades per primera vegada pel detector LIGO l'any 2015. Per les contribucions al detector LIGO i l'observació d'ones gravitacionals, dos físics de Caltech, Kip Thorne i Barry Barish, i el físic del MIT Rainer Weiss, van guanyar el Premi Nobel de Física el 2017. Weiss, que també és graduat al MIT, va dissenyar la tècnica interferomètrica làser, que va servir com a model essencial per al LIGO.

## Departaments
- Escola d'arquitectura i Planificació
  - Arquitectura
  - Arts Media i ciències
  - Estudis urbans i planificació
- Escola d'enginyeria
  - Aeronàutica i astronàutica
  - Enginyeria biològica
  - Enginyeria química
  - Enginyeria civil i mediambiental
  - Enginyeria elèctrica i informàtica
  - Ciència dels materials i enginyeria
  - Enginyeria mecànica
  - Ciència nuclear i enginyeria
  - Institut de dades, sistemes i societat
  - Institut de ciència i enginyeria mèdica
- Escola d'humanitats, arts i ciències socials
  - Antropologia
  - Estudis comparatius de media/escriptura
  - Economia
  - Global studies i llengües
  - Història
  - Humanitats
  - Llengües i filosofia
  - Literatura
  - Música i arts teatrals
  - Ciències polítiques
  - Ciència, tecnologia i societat
- Escola Sloan de Management
  - Management
- Escola de Ciències
  - Biologia
  - Ciències cognitives i cerebrals
  - Química
  - Terra, atmosfera i ciències planetàries
  - Matemàtiques
  - Física

## Alguns alumnes i membres destacats
- Benjamin Netanyahu
- Buzz Aldrin
- Kofi Annan
- Andrew Carnie
- Noam Chomsky
- Richard Matthew Stallman
- Sidney Altman
- John Forbes Nash
- Richard Feynman
- Nicholas Negroponte
- Michael Hammer
- Charles L. Cooney